# لزران، یاردیملی
لزران، یاردیملی (به ترکی آذربایجانی: Ləzran) یک منطقهٔ مسکونی در جمهوری آذربایجان است که در شهرستان یاردیملی واقع شده‌است. لزران ۱۳۷ نفر جمعیت دارد.